# Солодовников, Сергей Александрович (генерал-лейтенант полиции)
Сергей Александрович Солодовников (род. 7 октября 1964, Жуковский, Московская область, РСФСР, СССР) — советский и российский деятель органов внутренних дел. Начальник Управления МВД России по Кировской области с 21 августа 2012 по 14 февраля 2015. Начальник Главного управления МВД России по Самарской области с 14 февраля 2015 по 9 марта 2017. Генерал-лейтенант полиции (?). Доктор юридических наук (2004), профессор. Заслуженный сотрудник органов внутренних дел Российской Федерации.

## Биография
Родился 7 октября 1964 в городе Жуковский Московской области.
В 1986 окончил геологический факультет Ташкентского государственного университета. В 1995 окончил Юридический институт МВД России. 
В 1997 защитил диссертацию на соискание учёной степени кандидата юридических наук по юриспруденции, в 2004 — доктор юридических наук, профессор.
В органах внутренних дел с 1988, член КПСС. Прошёл все ступени оперативной работы: оперуполномоченный учреждений исправительной системы, оперуполномоченный уголовного розыска, начальник отдела уголовного розыска УВД Подольского района Московской области. 
Работал начальником 5-го отдела УУР ГУВД Московской области, первым заместителем начальника РУБОП МВД России по Московской области, в центральном аппарате МВД России. Находился на научной работе, окончил очную докторантуру Московского университета МВД России.
- С 2005 по 2006 — заместитель начальника ГУ МВД России по Южному федеральному округу.
- С 2006 по 2011 — первый заместитель начальника ГУ МВД России по Южному федеральному округу. Курировал вопросы борьбы с коррупцией и организованной преступностью. Возглавлял оперативные штабы МВД России по раскрытию преступлений на территории Ставропольского края, Дагестана, Республики Ингушетия, Карачаево-Черкесии[1].

Ветеран боевых действий. С 2005 по 2006 и с 2007 по 2009 — выполнял задачи в зоне проведения контртеррористической операции на Северном Кавказе.
- С 21 августа 2012 по 14 февраля 2015 — начальник Управления МВД России по Кировской области[2].
- С 14 февраля 2015 по 9 марта 2017 — начальник Главного управления МВД России по Самарской области[3][4]. На посту начальника областного главка возродил Добровольные народные дружины с добровольно-принудительным участием в дружинах ЧОПов[5][6].

## Научная деятельность
Автор 51 научной работы и 6 монографий. Лауреат конкурса Министерства образования России на лучший учебник юридической литературы.

## Награды
Государственные
- Медаль ордена «За заслуги перед Отечеством» II степени
- Орден Мужества
- Заслуженный сотрудник органов внутренних дел Российской Федерации
- Медаль «За отличие в охране общественного порядка»

Ведомственные
- Медаль «За безупречную службу»
- Нагрудный знак «Почётный сотрудник МВД»
- Медаль «200 лет МВД России»
- Нагрудный знак «200 лет МВД России»
- Медаль «За доблесть в службе» (МВД России)
- Медаль «За боевое содружество» (МВД России)
- Медаль «За отличие в службе» I, II степеней (МВД России)
- Медаль «За содействие» (ГФС России)
- Медаль «За боевое содружество» (ФСО России)
- Именное оружие — пистолет Макарова и пистолет Ярыгина

Региональные
- Орден «За заслуги перед Республикой Дагестан» (Дагестан)
- Орден «За заслуги» (Ингушетия)
- Почётный гражданин города Кирова (29 апреля 2014)[7][8]
- Почётный гражданин города Подольска
- Почётный гражданин города Яранска
- Заслуженный юрист Московской области